# Rubin Seigers
Rubin Seigers (Balen, 11 januari 1998) is een Belgische voetballer. Hij speelt als centrale verdediger maar kan ook als verdedigende middenvelder uitgespeeld worden. Seigers tekende in januari 2021 een contract bij KVC Westerlo.

## Carrière

### KRC Genk
In 2008, op 10-jarige leeftijd, sloot Seigers zich aan bij de jeugdwerking van de Belgische eersteklasser KRC Genk, hij doorliep hier alle jeugdreeksen en maakte op 17 mei 2017 zijn debuut in de competitiewedstrijd tegen KSV Roeselare. Seigers mocht in de 61ste minuut invallen voor Jakub Brabec, 3 dagen later op 20 mei 2017 kreeg hij zijn eerste basisplaats in de uitwedstrijd tegen Sporting Lokeren. Op 20 februari 2018 maakte Genk bekend dat Seigers een contractverlenging bij hun heeft ondertekend tot de zomer van 2021. In het seizoen 2018/2019 werd hij door coach Philippe Clement uitgespeeld op de positie van rechtsachter, Seigers werd hierdoor de doublure van basisspeler Joakim Mæhle. Op het einde van dit seizoen won Seigers, zelf vooral als bankzitter, de landstitel met Genk.
Met het oog op meer speelkansen werd besloten om Seigers gedurende het seizoen 2019-2020 uit te lenen aan Beerschot Voetbalclub Antwerpen. Hij maakte zijn debuut op 2 augustus 2019 in de eerste competitiewedstrijd van het seizoen tegen Sporting Lokeren, Seigers speelde de volledige 90 minuten. Seigers maakte meteen een zeer sterke indruk bij Beerschot en sprong direct naar voor als een leidersfiguur. Na de tweede speeldag liep hij echter een blessure op die hem de rest van de eerste periode aan de kant zou houden. Ook in de tweede periode zou Seigers niet veel in actie komen door een knieblessure. Het ontbreken van Seigers was duidelijk een groot gemis voor Beerschot, in de 6 wedstrijden die hij dat seizoen meespeelde werden slechts 2 tegendoelpunten geïncasseerd  Na deze uitleenbeurt besliste Beerschot, mede door het vele blessureleed, niet met Seigers door te gaan waarna hij terugkeerde naar Genk.
Na 11 maanden blessureleed maakte Seigers op 13 november 2020 zijn terugkeer op het veld in een oefenwedstrijd voor KRC Genk.

### Westerlo
Seigers had bij Genk weinig uitzicht op speelkansen in het eerste elftal waarna samen met de club de keuze gemaakt werd om uit te kijken naar een nieuwe uitdaging. Op januari 2021 werd bekend dat Seigers definitief vertrekt bij Genk en een contract voor 3,5 jaar tekent bij KVC Westerlo dat uitkomt in Eerste klasse B.

## Statistieken
| Seizoen     | Club             | Competitie         | Competitie | Competitie | Competitie | Beker | Beker | Beker | Europa | Europa | Europa | Totaal | Totaal | Totaal |
| Seizoen     | Club             | Competitie         | Wed.       | Dlp.       | Ass.       | Wed.  | Dlp.  | Ass.  | Wed.   | Dlp.   | Ass.   | Wed.   | Dlp.   | Ass.   |
| ----------- | ---------------- | ------------------ | ---------- | ---------- | ---------- | ----- | ----- | ----- | ------ | ------ | ------ | ------ | ------ | ------ |
| 2016/17     | KRC Genk         | Jupiler Pro League | 2          | 0          | 0          | 0     | 0     | 0     | —      | —      | —      | 2      | 0      | 0      |
| 2017/18     | KRC Genk         | Jupiler Pro League | 0          | 0          | 0          | 0     | 0     | 0     | —      | —      | —      | 0      | 0      | 0      |
| 2018/19     | KRC Genk         | Jupiler Pro League | 4          | 0          | 0          | 1     | 0     | 1     | 2      | 0      | 0      | 7      | 0      | 1      |
| Club Totaal | Club Totaal      | Club Totaal        | 6          | 0          | 0          | 1     | 0     | 1     | 2      | 0      | 0      | 9      | 0      | 1      |
| 2019/20     | → Beerschot V.A. | Eerste Klasse B    | 6          | 0          | 1          | 0     | 0     | 0     | —      | —      | —      | 6      | 0      | 1      |
| Club Totaal | Club Totaal      | Club Totaal        | 6          | 0          | 1          | 0     | 0     | 0     | 0      | 0      | 0      | 6      | 0      | 1      |
| 2020/21     | KVC Westerlo     | Eerste Klasse B    | 5          | 0          | 0          | 0     | 0     | 0     | —      | —      | —      | 5      | 0      | 0      |
| 2021/22     | KVC Westerlo     | Eerste Klasse B    | 25         | 0          | 0          | 3     | 0     | 0     | —      | —      | —      | 28     | 0      | 0      |
| 2022/23     | KVC Westerlo     | Jupiler Pro League | 25         | 0          | 0          | 2     | 0     | 0     | —      | —      | —      | 27     | 0      | 0      |
| Club Totaal | Club Totaal      | Club Totaal        | 55         | 0          | 0          | 5     | 0     | 0     | 0      | 0      | 0      | 60     | 0      | 0      |
| 2023/24     | → Zulte Waregem  | Eerste Klasse B    | 11         | 0          | 0          | 0     | 0     | 0     | —      | —      | —      | 11     | 0      | 0      |
| Club Totaal | Club Totaal      | Club Totaal        | 11         | 0          | 0          | 0     | 0     | 0     | 0      | 0      | 0      | 11     | 0      | 0      |
| 2024/25     | KVC Westerlo     | Jupiler Pro League | 0          | 0          | 0          | 2     | 0     | 0     | —      | —      | —      | 2      | 0      | 0      |
| Club Totaal | Club Totaal      | Club Totaal        | 55         | 0          | 0          | 7     | 0     | 0     | 0      | 0      | 0      | 62     | 0      | 0      |
| TOTAAL      | TOTAAL           | TOTAAL             | 78         | 0          | 1          | 8     | 0     | 1     | 2      | 0      | 0      | 88     | 0      | 2      |

## Internationaal
Als jeugdinternational speelde hij voor verschillende jeugdelftallen van het Belgisch voetbalelftal. Met de U17 van het Belgisch voetbalelftal behaalde hij de derde plaats op het Wereldkampioenschap voetbal onder 17 in 2015. In de troostfinale om de derde plaats werd Mexico verslagen met 3-2, Seigers speelde in deze wedstrijd de volle 90 minuten.
| Nationale ploeg | wedstrijden | Goals |
| --------------- | ----------- | ----- |
| België U16      | 6           | 0     |
| België U17      | 17          | 1     |
| België U18      | 2           | 0     |
| België U19      | 6           | 0     |
| Totaal          | 31          | 1     |

## Palmares
| Competitie                           | Resultaat  | Jaar       |            |            |
| België U17                           | België U17 | België U17 | België U17 | België U17 |
| ------------------------------------ | ---------- | ---------- | ---------- | ---------- |
| Wereldkampioenschap voetbal onder 17 | Brons      | 2015       |            |            |
| KRC Genk                             |            |            |            |            |
| Belgisch kampioen                    | 1x         | 2019       |            |            |